# Flughafen Foz do Iguaçu

i7
i11
i13
Der internationale Flughafen von Foz do Iguaçu (IATA-Code: IGU, ICAO-Code: SBFI) befindet sich in Foz do Iguaçu, Brasilien und versorgt auch andere Städte in der Umgebung einschließlich Ciudad del Este (Paraguay). Er ist der zweitverkehrsreichste Flughafen im Bundesstaat Paraná. Er steht bei brasilianischen Flughäfen damit auf Rang 22. Der Flughafen ist einer von 65 der Gesellschaft Infraero. Er ist nicht zu verwechseln mit dem Aeropuerto Internacional de Puerto Iguazú, der sich in der argentinischen Provinz Misiones befindet.
Im Jahr 2018 hatte der Flughafen 2.342.489 Passagiere. Sein Terminal hat eine Kapazität von 2,8 Mio. Passagieren jährlich. Auf dem Flughafen können Großraumflugzeuge wie die MD-11 (mit Gewichtsbeschränkungen) oder die Boeing 767 und 737 (ohne Einschränkungen) starten und landen.

## Fluggesellschaften und Ziele
Der Flughafen wird von fünf Fluggesellschaften angeflogen:
- Azul Linhas Aéreas
- Gol Linhas Aéreas (Curitiba, Rio de Janeiro-Galeão, Recife)
- LATAM Airlines Brasil (Curitiba, Recife, Rio de Janeiro-Galeão, Salvador, São Paulo-Congonhas, São Paulo-Guarulhos)
- LATAM Airlines Perú (Lima)

## Verkehrszahlen
| Jahr | Fluggastaufkommen | Fluggastaufkommen | Fluggastaufkommen | Fluggastaufkommen | Fluggastaufkommen | Fluggastaufkommen | Luftfracht (Tonnen) (mit Luftpost) | Luftfracht (Tonnen) (mit Luftpost) | Flugbewegungen | Flugbewegungen |
| Jahr | National          | National          | International     | International     | Gesamt            | Gesamt            | Luftfracht (Tonnen) (mit Luftpost) | Luftfracht (Tonnen) (mit Luftpost) | Flugbewegungen | Flugbewegungen |
| ---- | ----------------- | ----------------- | ----------------- | ----------------- | ----------------- | ----------------- | ---------------------------------- | ---------------------------------- | -------------- | -------------- |
| 2018 | 2.221.827         | 0+5,24 %          | 120.662           | 0+82,60 %         | 2.342.489         | 0+7,59 %          | 762                                | +51,10 %                           | 21.636         | 0+3,38 %       |
| 2017 | 2.111.217         | +18,42 %          | 66.081            | 00–3,22 %         | 2.177.298         | +17,62 %          | 504                                | 0–3,26 %                           | 20.929         | +13,73 %       |
| 2016 | 1.782.835         | 0–9,92 %          | 68.281            | 0–11,17 %         | 1.851.116         | 0–9,97 %          | 521                                | 0–9,71 %                           | 18.402         | 0–8,29 %       |
| 2015 | 1.979.182         | +10,13 %          | 76.868            | 00–7,83 %         | 2.056.050         | 0+9,33 %          | 577                                | +57,22 %                           | 20.065         | 0+6,24 %       |
| 2014 | 1.797.166         | +11,40 %          | 83.398            | 0+30,03 %         | 1.880.564         | +12,11 %          | 367                                | +13,27 %                           | 18.887         | 0+1,96 %       |
| 2013 | 1.613.324         | 0–3,33 %          | 64.136            | 0–11,68 %         | 1.677.460         | 0–3,68 %          | 324                                | –46,45 %                           | 18.524         | 0–6,99 %       |
| 2012 | 1.668.906         | 0+2,62 %          | 72.620            | 0+11,67 %         | 1.741.526         | 0+2,96 %          | 605                                | –31,48 %                           | 19.917         | 0–2,20 %       |
| 2011 | 1.626.361         | +42,84 %          | 65.031            | +281,57 %         | 1.691.392         | +46,36 %          | 883                                | 0+8,88 %                           | 20.365         | +28,19 %       |
| 2010 | 1.138.572         | 1.138.572         | 17.043            | 17.043            | 1.155.615         | +43,10 %          | 811                                | +10,64 %                           | 15.886         | +33,29 %       |
| 2009 | -                 | -                 | -                 | -                 | 807.540           | 0+5,36 %          | 733                                | 0+2,81 %                           | 11.918         | 0+9,56 %       |
| 2008 | -                 | -                 | -                 | -                 | 766.444           | 0+6,25 %          | 713                                | 0+9,86 %                           | 10.878         | 0+4,50 %       |
| 2007 | -                 | -                 | -                 | -                 | 721.385           | 0+1,36 %          | 649                                | –24,72 %                           | 10.410         | 0+3,49 %       |
| 2006 | -                 | -                 | -                 | -                 | 731.312           | 731.312           | 862                                | 862                                | 10.059         | 10.059         |

1. ↑  Ab 2010 wird auch Transitfracht berücksichtigt.